# Ярмольчук Микола Григорович
Ярмольчук Микола Григорович (1898, село Любань, Рівненська область, Україна — квітень 1979 р., Москва) — інженер-конструктор залізничного транспорту, винахідник і конструктор шаропоїзда.

## Життєпис
Микола Ярмольчук народився 1898 року у с. Любань на Рівненщині. Працював простим монтером на Курській залізниці у Москві. Вчився в МДТУ та МЕІ, першим в світі винайшов:
- швидкісний електропоїзд оригінальної конструкції (шаропоїзд) зі швидкістю до 300 км/год;[2]
- лотковий шлях для швидкісних поїздів, що використовувався пізніше для поїздів на повітряній подушці;
- гумове покриття коліс поїзда, на разі використовується у потягах в метро;
- обтічні форми вагонів та електровоза, що були схожі на сучасні;
- аеродинамічні гальма, що згодом стали використовувати у літаках.[3]

Після закриття проекту шаропоїзда довгий час вважав, що його кар'єра скінчена, продовжував працювати інженером. Помер у квітні 1979 року після тривалої хвороби у віці 80 років.

### Громадська діяльність
У 1950-х роках вів гурток юних винахідників у Бауманському Домі піонерів, що у Москві. Його учні розробляли універсальну модель шаропоїзда, що міг би їздити дорогами з будь-яким покриттям. Цю роботу було представлено на Всесвітньому фестивалі молоді і студентів у Москві.

## Сім'я
- Брат Сергій Григорович Ярмольчук,
- племінниця Софія Сергіївна Ярмольчук,

- двоюрідний брат — відомий український конструктор Дмитро Євгенійович Ярмольчук.[5]
- дід — Теодор Гейда (1858—1920), чеський православний священик, один з перших священиків чеської громади на Волині.

## Нагороди
- Орден Червоної зірки, 1945 р.[6]

### Пам'ять
У музеї ЦМЗ МПС у Санкт-Петербурзі проекту Шаропоїзда присвячена експозиція.